# Пичике (Перуђа)
Пичике је насеље у Италији у округу Перуђа, региону Умбрија.
Према процени из 2011. у насељу је живело 263 становника. Насеље се налази на надморској висини од 222 м.